# 志賀町 (滋賀県)
志賀町（しがちょう）は、滋賀県にあった町。湖西地域に含まれる。かつて渡来人が居住していた。1967年（昭和42年）以来、この1町のみで滋賀郡を構成していた。大津市への通勤率は24.5%・京都市への通勤率は18.9%（いずれも平成17年国勢調査より）。
2006年3月20日に大津市へ編入されて廃止した。

## 地理
- 山： 比良山、蓬萊山
- 河川： 滝川
- 湖沼： 琵琶湖

### 隣接していた自治体
- 大津市
- 高島市

## 歴史
- 1955年（昭和30年）10月1日 - 和邇村・木戸村・小松村が合併して発足。
- 1956年（昭和31年）9月30日 - 大字鵜川が高島郡高島町に編入。
- 1973年（昭和48年）11月23日 - 大津市と境界変更。大字小野の一部を大津市に編入。大津市真野町の一部を志賀町に編入。
- 2006年（平成18年）3月20日 - 大津市に編入。同日志賀町廃止。

## 人口
- 1980（昭和55）年 - 13,661人（国勢調査）
- 1985（昭和60）年 - 16,164人（国勢調査）
- 1990（平成2）年 - 17,272人（国勢調査）
- 1995（平成7）年 - 19,242人（国勢調査）
- 1996（平成8）年 - 19,686人（推計）
- 1997（平成9）年 - 20,396人（推計）
- 1998（平成10）年 - 21,000人（推計）
- 1999（平成11）年 - 21,484人（推計）
- 2000（平成12）年 - 21,553人（国勢調査）
- 2001（平成13）年 - 21,659人（推計）
- 2002（平成14）年 - 21,777人（推計）
- 2003（平成15）年 - 21,964人（推計）
- 2004（平成16）年 - 22,175人（推計）
- 2005（平成17）年 - 22,047人（国勢調査）
- 2010（平成22）年 - 22,361人（国勢調査）

※人口は各年の10月1日現在

## 行政
- 町長：後藤 又久

## 産業

### 漁業
- 和邇漁港
- 北小松漁港

## 教育
小学校
- 志賀町立小野小学校（志賀町小野水明）
- 志賀町立和邇小学校（志賀町和邇中）
- 志賀町立木戸小学校（志賀町荒川）
- 志賀町立小松小学校（志賀町南小松）

中学校
- 志賀町立志賀中学校（志賀町南船路）

大学
- びわこ成蹊スポーツ大学（志賀町北比良）

その他
- 同志社びわこリトリートセンター（志賀町北小松）

## 交通

### 鉄道路線
かつては町内に江若鉄道が通っていたが1969年に廃止され、その路盤の一部は国鉄（現・JR西日本）湖西線に転用された。
- 西日本旅客鉄道（JR西日本）
  - 湖西線：（至：堅田駅） ← 小野駅 - 和邇駅 - 蓬萊駅 - 志賀駅 - 比良駅 - 近江舞子駅 - 北小松駅 → （至：近江高島駅）

### 道路
一般国道
- 国道161号
- 志賀バイパス（国道161号）
  - 比良ランプ
- 湖西道路（国道161号）
  - 和迩インターチェンジ
  - 志賀インターチェンジ

一般県道
- 滋賀県道307号北小松大物線
- 滋賀県道311号途中志賀線
- 滋賀県道321号荒川蓬萊線
- 滋賀県道322号比良山線
- 滋賀県道601号守山大津志賀自転車道線（びわ湖レークサイド自転車道）

## 名所・旧跡・観光スポット・祭事・催事
- びわ湖バレイ
- 近江舞子（雄松崎とも。白砂青松100選）
- 比良げんき村
- 小野妹子墓

## 著名な出身者
- 渡来人（日本列島に様々な文化や技術を伝えた移民）
- 小野氏（氏族、小野篁、小野小町、小野道風など）
- 小野妹子（飛鳥時代の官人、遣隋使）
- 志賀清林（奈良時代の力士・行司）
- 山尾幸久（歴史学者、立命館大学名誉教授）
- 中本哲也（お笑い芸人、テツandトモのボケ担当）
- 田中聡（プロ野球選手）
- はなお（YouTuber、はなおでんがん）
- 田名部生来（タレント、女優、AKB48のメンバー）